# Dariusz Batek
Dariusz Batek (* 27. April 1986 in Oświęcim) ist ein ehemaliger polnischer Radrennfahrer, der im Straßenradsport und Mountainbikesport aktiv war.

## Sportlicher Werdegang
Seine Karriere im Radsport begann Batek im Mountainbikesport. 2005 wurde er polnischer Vizemeister im Cross-Country hinter Marek Galiński. Bei den Mountainbike-Weltmeisterschaften 2007 in Fort William gewann er die Silbermedaille in der Cross-Country-Staffel, im Cross-Country-Rennen der U23-Klasse wurde er Fünfter. Auf der Straße wurde er 2007 nationaler Vizemeister im Einzelzeitfahren der U23-Klasse. Bei den Mountainbike-Weltmeisterschaften 2008 belegte er mit der Staffel den vierten Platz.
Nachdem Batek bis dahin nur gelegentlich auf der Straße aktiv gewesen war, wechselte er 2010 komplett zum Straßenradsport. In den Saisons 2010 bis 2012 fuhr er für das polnische Professional Continental Team CCC Polsat Polkowice. Sein bestes Ergebnis in dieser Zeit war der zweite Gesamtrang beim polnischen Etappenrennen Szlakiem Walk Majora Hubala. In den folgenden Jahren fuhr Batek für kleinere Radsportteams und gewann 2016 die Punktewertung der CCC Tour-Grody Piastowskie. Der Gewinn der ersten Etappe der Tour of Małopolska 2016 blieb sein einziger internationaler Sieg auf der Straße.
Nach der Saison 2016 kehrte Batek zum Mountainbikesport, wo er sich auf den MTB-Marathon konzentrierte. 2017 und 2018 gewann er in dieser Disziplin den polnischen Meistertitel. International blieb er ohne nennenswerte Ergebnisse. Nach der Saison 2019 beendete er seine Karriere als Radsportler.

## Erfolge
2007
- Weltmeisterschaft - Cross-Country-Staffel (mit Marcin Karczyński, Piotr Brzozka und Maja Włoszczowska)

2016
- Punktewertung CCC Tour-Grody Piastowskie
- eine Etappe Tour of Małopolska

2017
- Polnischer Meister - Cross-Country-Marathon

2018
- Polnischer Meister - Cross-Country-Marathon